# 乔什·特兰克
約書亞·班傑明·特蘭克（英語：Joshua Benjamin Trank，1984年2月19日—）是一位美國電影導演、編劇兼剪輯師。他較知名的作品是2012年科幻電影《超能失控》和2015年超級英雄電影《驚奇4超人》。

## 早年生涯
特蘭克於1984年2月19日出生於美國加利福尼亞州的洛杉磯，其父理察·特蘭克（Richard Trank）是一位紀錄片製作人，曾得過奧斯卡金像獎。

## 事業
特蘭克最早的作品是與星際大戰有關的短片《莉亞22歲生日上的捅人事件》（Stabbing at Leia's 22nd Birthday）。該片於2007年放上網路。據說，《莉亞22歲生日上的捅人事件》對特蘭克未來的事業有正面影響。接著，特蘭克自編自導了電視劇《紧要关头》。2009年，特蘭克擔任獨立電影《頭號迷絲》的剪輯師。
2011年，特蘭克執導了他的首部長片《超能失控》。該片於2012年2月3日在美國上映，首映週末票房為全美之冠。最終，《超能失控》全球總票房為1.25億美元，十分成功。該片上映時特蘭克27歲，是作品在上映首週登上全美票房冠軍的導演中最年輕的一位，超越史蒂芬·史匹柏（28歲，《大白鯊》）和詹姆斯·卡麥隆（30歲，《魔鬼終結者》）。影評方面，《超能失控》廣受好評，在爛番茄網站上有著85%的高分。在《超能失控》上映後，特蘭克陸續接到許多片約，如索尼影業的蜘蛛人分拆電影《猛毒》、華納兄弟的《紅星共和國》和索尼影業的電玩改編電影《汪達與巨像》，但特蘭克全數拒絕。
2012年7月，特蘭克受聘執導《驚奇4超人》系列電影的重啟作。該片於2015年8月7日在美國上映。影評人給予《驚奇4超人》的評價多為負面，該片在爛番茄上僅有9%的低分。對此特蘭克在Twitter上發文，表示自己原本有一份好劇本，但被片商二十世紀福斯否決。該文隨後被刪除。演員托比·凱貝爾也支持特蘭克的說法。在第36屆金酸莓獎頒獎典禮上，特蘭克獲選為最差導演，並與《驚奇4超人》的其他編劇一同入圍最差編劇。
2014年6月，據報導，特蘭克將執導一部獨立《星際大戰》電影，但不到一年後就退出。特蘭克表示，此舉是他個人的決定，因為他已經因執導《驚奇4超人》這種大片而受到外界的持續關注，繼續拍攝《星際大戰》會帶來難以負擔的壓力；但外界有人推測特蘭克其實是因《驚奇4超人》製作過程中的問題而被解僱的。盧卡斯影業已決定另尋導演。特蘭克在接受《洛杉磯時報》採訪時說，他是因為在拍《驚奇4超人》時被外界過度關注，因而想拍一部「具原創性且規模較小」的電影才退出的。2016年10月下旬，據報導，特蘭克將自編自導美國黑道艾爾·卡彭的傳記片《卡彭》。該片由湯姆·哈迪主演，並計劃於2020年5月12日線上上映。

## 私人生活
特蘭克住在洛杉磯。2013年10月，他与编剧克莉絲汀·薇兒·琳登（Krystin Ver Linden）结婚。特蘭克是一位猶太人。

## 作品列表

### 電影
| 年份 | 譯名          | 原名           | 導演 | 製片人 | 編劇 | 剪接 | 其他 | 備註                                                |
| ---- | ------------- | -------------- | ---- | ------ | ---- | ---- | ---- | --------------------------------------------------- |
| 2009 | 《頭號迷絲》  | Big Fan        |      | 是     |      | 是   | 是   | 客串 第二單元導演（未掛名） 掛名為「約書亞·特蘭克」 |
| 2012 | 《奪命異能》  | Chronicle      | 是   |        | 是   |      |      | 長片處女作                                          |
| 2015 | 《驚奇4超人》 | Fantastic Four | 是   |        | 是   |      |      |                                                     |
| 2020 | 《卡彭》      | Capone         | 是   |        | 是   | 是   | 是   | 飾演小角色                                          |

### 電視節目
| 年份 | 譯名         | 原名                 | 導演 | 編劇 | 剪接 | 演員 | 備註                     |
| ---- | ------------ | -------------------- | ---- | ---- | ---- | ---- | ------------------------ |
| 2007 | 《紧要关头》 | The Kill Point       | 是   | 是   | 是   |      | 導演/編劇：5集 剪輯：2集 |
| 2013 | 《發展受阻》 | Arrested Development |      |      |      | 是   | 其中一集：《新開始》（A New Start） |

## 額外資料
- Patches, Matt. . Polygon. 2020-05-05  [2020-12-27]. （原始内容存档于2020-12-05）.

## 外部連結
- 乔什·特兰克在互联网电影资料库（IMDb）上的資料（英文）